# Automeris harrisorum
Automeris harrisorum é uma espécie de mariposa do gênero Automeris, da família Saturniidae.
Sua ocorrência foi registrada na Bolívia, Equador e Peru. Foi descrita em 1966 pelo entomólogo Claude Lemaire a partir de espécime coletado no Peru, em Pasco, Oxapampa, a 1800 m de altitude.

## Subespécies
Possui duas subespécies:
- A. h. harrisorum
- A. h. latenigra